# Skellefteå FF
Skellefteå FF är en fotbollsförening i Skellefteå. Laget spelar sina hemmamatcher på Electrolux Home Arena (tidigare Norrvalla IP).
Skellefteå FF bildades genom att Skellefteå AIK Fotboll namnändrades i januari 2006. Bakgrunden var ett projekt som inleddes 2005 mellan Skellefteå AIK Fotboll, Morön BK och Sunnanå SK. Syftet var att försöka etablera ett herrfotbollslag så högt upp i seriesystemet som möjligt. Skellefteå FF har förutom ettåriga sejourer i Division 1 Norra 2009, 2014 och 2018 spelat i Division 2 Norrland.
2012 vann Skellefteå FF SM i Beach-fotboll.
Åren 2008–2013 samarbetade Skellefteå FF med Djurgårdens IF, ett projekt kallat "Norrlandsfönstret", för att norrländska talanger skulle få möjlighet att bli professionella fotbollsspelare. Två av dessa blev Dan Burlin (Skellefteå FF:s nuvarande tränare) och Petter Gustafsson.